# Copa de España 2022-2023 (calcio a 5)
La Copa de España 2022-2023 è stata la 34ª edizione assoluta della manifestazione e si è disputata dal 9 al 12 febbraio 2023 presso il Palacio Municipal de Deportes di Granada. Il torneo è stato vinto dal Jaén, al terzo successo nella manifestazione.

## Formula
Sono iscritte d'ufficio le società classificatesi ai primi otto posti nel girone di andata della Primera División. Il torneo si svolge con gare a eliminazione diretta di sola andata. La formula prevede che nei quarti e nelle semifinali, in caso di parità dopo i tempi regolamentari, la vittoria sia determinata direttamente dai tiri di rigore. Nella finale, in caso di parità dopo 40', si svolgono due tempi supplementari di 3 minuti ciascuno. In caso di ulteriore parità al termine degli stessi, la vincitrice è determinata mediante i tiri di rigore.

## Tabellone
Gli accoppiamenti sono stati determinati tramite sorteggio, che si è tenuto il 18 gennaio 2023 presso la Ciudad del Fútbol federale di Las Rozas. Barcellona e Palma, giunti rispettivamente primo e secondo al termine del girone di andata della Primera División, sono teste di serie e non potranno affrontarsi fino all'ipotetica finale.
|  | Quarti di finale | Quarti di finale | Quarti di finale |               |            | Semifinali | Semifinali | Semifinali |  |  | Finale | Finale | Finale |  |
|  |                  |                  |                  |               |            |            |            |            |  |  |        |        |        |  |
|  | Barcellona       | Barcellona       | 3                |               |            |            |            |            |  |  |        |        |        |  |
|  | Barcellona       | Barcellona       | 3                |               |            |            |            |            |  |  |        |        |        |  |
|  | Valdepeñas       | Valdepeñas       | 2                |               |            |            |            |            |  |  |        |        |        |  |
|  | Valdepeñas       | Valdepeñas       | 2                |               | Barcellona | Barcellona | 1 (1)      |            |  |  |        |        |        |  |
|  |                  |                  |                  |               | Barcellona | Barcellona | 1 (1)      |            |  |  |        |        |        |  |
|  |                  |                  | Inter            | Inter         | 1 (4)      |            |            |            |  |  |        |        |        |  |
|  | UMA Antequera    | UMA Antequera    | Inter            | Inter         | 1 (4)      | 0          |            |            |  |  |        |        |        |  |
|  | UMA Antequera    | UMA Antequera    |                  |               |            |            |            |            |  |  |        |        |        |  |
|  | Inter            | Inter            | 6                |               |            |            |            |            |  |  |        |        |        |  |
|  | Inter            | Inter            | 6                |               | Inter      | Inter      | 1          |            |  |  |        |        |        |  |
|  |                  |                  |                  |               |            |            |            |            |  |  |        |        |        |  |
|  |                  |                  | Jaén             | Jaén          | 3          |            |            |            |  |  |        |        |        |  |
|  | Palma            | Palma            | Jaén             | Jaén          | 3          | 1 (2)      |            |            |  |  |        |        |        |  |
|  | Palma            | Palma            |                  |               |            |            |            |            |  |  |        |        |        |  |
|  | Jaén             | Jaén             | 1 (4)            |               |            |            |            |            |  |  |        |        |        |  |
|  | Jaén             | Jaén             | 1 (4)            |               | Jaén       | Jaén       | 7          |            |  |  |        |        |        |  |
|  |                  |                  |                  |               | Jaén       | Jaén       | 7          |            |  |  |        |        |        |  |
|  |                  |                  | ElPozo Murcia    | ElPozo Murcia | 4          |            |            |            |  |  |        |        |        |  |
|  | Cartagena        | Cartagena        | ElPozo Murcia    | ElPozo Murcia | 4          | 6          |            |            |  |  |        |        |        |  |
|  | Cartagena        | Cartagena        |                  |               |            |            |            |            |  |  |        |        |        |  |
|  | ElPozo Murcia    | ElPozo Murcia    | 7                |               |            |            |            |            |  |  |        |        |        |  |

## Risultati

### Quarti di finale
| Arbitri: | Navarro Rodríguez-Villanueva Sarabia Eguiluz |

|                                |           |                              |
| A. Fernández 25’ Pito 28’, 36’ | Marcatori | 7’ Claudino 35’ I. Fernández |

| Arbitri: | Rodrigo Miguel Sánchez-Molina Tapiador |

|  |           |                                                        |
|  | Marcatori | 4’, 21’ C. Morales 7’ Sepe 31’, 35’ Fits 36’ Drahovský |

| Arbitri: | Martínez Flores Delgado Sastre |

|                                                      |           |                                                                        |
| Lucão 6’ Motta 14’ (t.l.), 32’, 33’, 34’ Mínguez 17’ | Marcatori | 3’ Taffy 5’, 8’, 40’ Marcel 18’ Gadeia 22’ (t.l.) Taynan 25’ R. Santos |

| Arbitri: | Mayo López Panadero Díaz-Concha |

|                               |                      |                                   |
| Mancuso 8’                    | Marcatori            | 17’ Rosa                          |
| Mancuso Cléber Marlon Fabinho | Tiri di rigore 4 – 3 | Chino Míchel Menzeguez C. Velasco |

### Semifinali
| Arbitri: | Cordero Gallardo Carrillo Arroyo |

|                        |                      |                                 |
| S. González 20’        | Marcatori            | 9’ R. Gómez                     |
| A. Coelho Matheus Pito | Tiri di rigore 1 – 4 | Pola C. Morales Martel R. Gómez |

| Arbitri: | Rodrigo Miguel Sánchez-Molina Tapiador |

|                                                              |           |                                                    |
| Chino 9’, 25’ Renato 17’ Brandi 19’ Míchel 20’ Rosa 27’, 40’ | Marcatori | 20’ Marcel 20’ R. Santos 24’ Taynan 38’ F. Valério |

### Finale
| Arbitri: | Delgado Sastre Martínez Flores |

|          |           |                           |
| Fits 19’ | Marcatori | 12’, 37’ Brandi 29’ Chino |